# Fred Colli
Frederick (Fred) Joseph Colli (ur. 17 czerwca 1949 w St. Catharines) – kanadyjski duchowny katolicki, biskup Thunder Bay w latach 1999–2024. 

## Życiorys
Święcenia kapłańskie otrzymał 21 czerwca 1975 i inkardynowany został do diecezji Saint Catharines.
19 grudnia 1994 otrzymał nominację na biskupa pomocniczego archidiecezji Ottawa ze stolicą tytularną Afufenia. Sakry biskupiej udzielił mu 22 lutego 1995 abp Marcel André Gervais.
2 lutego 1999 papież Jan Paweł II mianował go ordynariuszem Thunder Bay w metropolii Toronto.
17 czerwca 2024 papież Franciszek przyjął jego rezygnację z urzędu ordynariusza Thunder Bay w metropolii Toronto złożoną ze względu na wiek. 